# 董弅
董棻（?—?），又作董弅（ㄈㄣˊ ），字令升。山東東平人。
董逌之子。宣和年間官鎮江府學教授， 紹興三年（1133），提點廣西刑獄公事。五年（1135）正月，以左朝請郎董弅「為度支員外郎，左朝奉大夫。」，八月，為吏部員外郎。九月，試太常少卿。七年（1137）正月辛未，中書舍人兼權禮部侍郎董弅「充集英殿修撰，知衢州」。五月，「提舉江州太平觀。”閏十月，充徽猷閣待制，知嚴州。绍兴八年董弅刻《世说新语》三卷本，為今存之最早版本，但有刪節。九年（1139）七月，罷知嚴州。三十二年（1162年）閏二月，告老還鄉，詔復敷文閣待制。右諫議大夫梁仲敏彈劾其居鄉擾民，乃降爲集英殿修撰。另有《侍兒小名錄拾遺》、《嚴陵集》、《淳熙嚴州圖經》、《閒燕常談》傳世。

## 逸事
一日皇帝聽說怀素千文真迹在董弅处，遂命宰相傳旨董弅上呈。